# 小行星3262
小行星3262（3262 Miune）是一颗围绕太阳公转的小行星。1983年11月28日，關勉在藝西天文台发现了此天体。
該小行星以日本高知縣的三嶺命名。
这颗小行星的绝对星等为60.99173727803594等。